# كارينا فيلاند
كارينا فيلاند (بالإنجليزية: Karina Wieland)‏ هي مجدفة أسترالية، ولدت في 3 سبتمبر 1974 في غيلونغ في أستراليا.

## وصلات خارجية
- كارينا فيلاند على موقع الاتحاد الدولي للتجديف (الإنجليزية)
- كارينا فيلاند على موقع اللجنة الأولمبية الدولية (الإنجليزية)
- كارينا فيلاند على موقع أوليمبيديا (الإنجليزية)
- كارينا فيلاند على موقع اللجنة الأولمبية الأسترالية (الإنجليزية)